# Wang Danfeng
Wang Danfeng (王丹鳳T, 王丹凤S, Wáng DānfèngP; Shanghai, 23 agosto 1924 – Shanghai, 2 maggio 2018) è stata un'attrice cinese.

## Biografia
Nata con il nome di Wang Yufeng (王玉鳳T, 王玉凤S, Wáng YùfèngP), all'età di sedici anni fu scoperta dal regista Zhu Shilin, facendo il suo debutto al cinema con un ruolo secondario in Longtan huxue (龙潭虎穴S, Lóngtán hǔxuéP, lett. "Il covo del drago e la tana della tigre") del 1941. Lo stesso Zhu la consigliò all'amico e collega Tu Guangqi come protagonista femminile del film Xin yu guang qu (新渔光曲S, Xīn yú guāng qūP, lett. "La nuova canzone dei pescatori"), remake del classico del cinema muto Yu guang qu, che si rivelò un grande successo commerciale e lanciò la Wang quale diva nascente del cinema cinese. Il suo maggiore successo degli anni quaranta fu il film Honglou meng (紅樓夢T, 红楼梦S, Hónglóu mèngP), del regista Bu Wancang, adattamento del classico letterario Il sogno della camera rossa. Nel 1948, con l'aggravarsi della guerra civile cinese, si trasferì a Hong Kong, allora colonia britannica, prendendo parte a sei film prodotti dalla Great Wall Movie Enterprises.
In seguito all'affermazione della Repubblica Popolare Cinese nel 1949, la Wang fece ritorno a Shanghai nel 1951 dove si sposò con il suo fidanzato Liu Heqing (柳和清). Entrò sotto contratto con la Shanghai Film Studio e recitò in altri dieci film di successo prodotti prima della Rivoluzione culturale di Mao Zedong. Il suo film più conosciuto di questo periodo fu Hushi riji (护士日记S, Hùshì rìjìP, lett. "Diario di un'infermiera") del 1957, dove interpretò il ruolo dell'infermiera Jian Suhua che divenne subito un'icona: fu per questo film che incise e cantò il brano La piccola rondine (小燕子S, Xiǎo yànziP) composto da Wang Yunjie, divenuta nel tempo una delle canzoni per bambini più famose della Cina. Nel 1963 interpretò il ruolo della cortigiana Li Xiangjun nel film Taohua shan (桃花扇S, Táohuā shànP, lett. "Il ventaglio dai fiori di pesco"), adattamento del noto dramma Il ventaglio dai fiori di pesco di Kǒng Shàngrèn; il film venne tuttavia osteggiato in quanto ritenuto celebrativo nei confronti della vecchia Cina feudale: l'attrice, il regista Sun Jing e l'attore Feng Zhe vennero arrestati e costretti ai lavori forzati "a fini rieducativi".
La Wang poté ritornare a recitare solo alla fine della Rivoluzione culturale avvenuta in seguito alla morte di Mao Zedong nel 1976. Prese parte ad alcuni film tra il 1978 e il 1980, tra i quali Shiqu jiyi de ren (失去记忆的人S, Shīqù jìyì de rénP, lett. "L'uomo che perse la memoria") e Erzi, sunzi he zhongzi (儿子，孙子和种子S, Érzi, sūnzi hé zhǒngzǐP, lett. "Figlio, nipote e semi"), prima di ritirarsi definitivamente dalle scene. Il suo ultimo ruolo è stato quello di una biologa giapponese nel film Yuse hudie (玉色蝴蝶S, Yùsè húdiéP, lett. "La farfalla di giada"), diretto da Zhang Fengxiang e Yang Gaisen nel 1980.
Dopo il ritiro si trasferì a Hong Kong con il marito, aprendo insieme il ristorante vegetariano "Gong De Lin". Nel 2004, compiuti gli ottant'anni di età, vendette l'attività e fece ritorno a Shanghai, dove fu premiata nel 2013 con il Golden Phoenix Award alla carriera dalla China Film Performance Art Academy. Nel giugno 2017 ricevette il premio alla carriera del Shanghai International Film Festival. Morì la mattina del 2 maggio 2018, dopo essere stata ricoverata all'ospedale Huadong di Shanghai, all'età di novantaquattro anni.

## Filmografia
- Longtan huxue (龙潭虎穴S, Lóngtán hǔxuéP), regia di Zhu Shilin (1941)
- Ling yu rou (灵与肉S, Líng yǔ ròuP), regia di Zhu Shilin (1941)
- Xin yu guang qu (新渔光曲S, Xīn yú guāng qūP), regia di Tu Guangqi (1941)
- Boai (博爱S, Bó'àiP), film collettivo (1942)
- Qiu (秋S, QiūP), regia di Yang Xiaozhong (1942)
- Chun (春S, ChūnP), regia di Yang Xiaozhong (1942)
- Luohua hen (落花恨S, Luòhuā hènP), regia di He Zhaozhang (1942)
- Xinsheng (新生S, XīnshēngP), regia di Gao Lihen (1943)
- Wanzi qianhong (万紫千红S, Wànzǐ qiānhóngP), regia di Fang Peilin (1943)
- Liang dai nuxing (两代女性S, Liǎng dài nǚxìngP), regia di Bu Wancang (1943)
- Hejia Huan (合家欢S, Héjiā HuānP), regia di Zheng Xiaoqiu (1943)
- San duo hua (三朵花S, Sān duǒ huāP), regia di Yang Xiaozhong (1943)
- Fuyun yan yue (浮云掩月S, Fúyún yǎn yuèP), regia di Li Pingqian (1943)
- Duanchang fengyue (断肠风月S, Duàncháng fēngyuèP), regia di Xu Xinfu (1943)
- Qing hai cangsang (情海沧桑S, Qíng hǎi cāngsāngP), diretto da Wang Yin (1944)
- Noroshi wa Shanghai ni agaru (狼煙は上海に揚る?), regia di Hiroshi Inagaki e Yue Feng (1944)
- Kaifeng (凯风S, KǎifēngP), regia di Yang Xiaozhong (1944)
- Jiaoshi wansui (教师万岁S, Jiàoshī wànsuìP), regia di Sang Hu (1944)
- Dafu zhi jia (大富之家S, Dàfù zhī jiāP), regia di Tu Guangqi (1944)
- Il sogno della camera rossa (红楼梦S, Hónglóu mèngP), regia di Bu Wancang (1944)
- Dan feng zhaoyang (丹凤朝阳S, Dān fèng zhāoyángP), regia di Gao Lihen (1944)
- Mo fu shaonian tou (莫负少年头S, Mò fù shàonián tóuP), regia di Yang Xiaozhong (1945)
- Ren hai shuang zhu (人海双珠S, Rén hǎi shuāng zhūP), regia di Sang Hu (1945)
- Peng cheng wanli (鹏程万里S, Péng chéng wànlǐP), regia di Zheng Xiaoqiu e Huang Han (1945)
- Minzu de huohua (民族的火花S, Mínzú de huǒhuāP), regia di Yang Xiaozhong (1946)
- Yue hei feng gao (月黑风高S, Yuè hēi fēng gāoP), regia di Tu Guangqi (1947)
- Qingqing he bian cao (青青河边草S, Qīngqīng hé biān cǎoP), regia di Fang Peilin (1947)
- Zhongshen dashi (终身大事S, Zhōngshēn dàshìP), regia di Wu Yonggang (1947)
- Duanchang tianya (断肠天涯S, Duàncháng tiānyáP), regia di Yue Feng (1948)
- Luanfeng yuan (鸾凤怨S, Luánfèng yuànP), regia di Yue Feng (1948)
- Luan dian yuanyang (乱点鸳鸯S, Luàn diǎn yuānyāngP), regia di Chen Kengran (1948)
- Yaochi yuanyang (瑶池鸳鸯S, Yáochí yuānyāngP), regia di Cheng Bugao (1949)
- Jinxiu tiantang (锦绣天堂S, Jǐnxiù tiāntángP), regia di Cheng Bugao (1949)
- Qiong lou hèn (琼楼恨S, Qióng lóu hènP), regia di Ma Xu Weibang (1949)
- Yelai fengyu sheng (夜来风雨声S, Yèlái fēngyǔ shēngP, regia di Pei Chong (1949)
- Zhuguang baoqi (珠光宝气S, Zhūguāng bǎoqìP), regia di Tang Shaohua (1949)
- Wuyu wen cangtian (无语问苍天S, Wúyǔ wèn cāngtiānP), regia di Yuan Congmei (1949)
- Fang maozi (方帽子S, Fāng màoziP), regia di Liu Qiong e Li Pingqian (1950)
- Haiwai xun fu (海外寻夫S, Hǎiwài xún fūP), regia di Tan Youliu (1950)
- Wang shi si xia (王氏四侠S, Wáng shì sì xiáP), regia di Wang Yuanlong (1950)
- Cai feng shuangfei (彩凤双飞S, Cǎi fèng shuāngfēiP), regia di Pan Jienong (1951)
- Jia (家S, JiāP), regia di Chen Xie e Ye Ming (1956)
- Hushi riji (护士日记S, Hùshì rìjìP), regia di Tao Jin (1957)
- Hai hun (海魂S, Hǎi húnP), regia di Xu Tao (1957)
- Yingxiong gan paike (英雄赶派克S, Yīngxióng gǎn pàikèP), regia di Sang Hu (1958)
- Ni zhui wo gan (你追我赶S, Nǐ zhuī wǒ gǎnP), regia di Ye Ming (1958)
- Chun man renjian (春满人间S, Chūn mǎn rénjiānP), regia di Sang Hu (1959)
- Xiangyang hua kai (向阳花开S, Xiàngyáng huā kāiP), regia di Wei Yuping (1960)
- Fengliu renwu shu jinzhao (风流人物数今朝S, Fēngliú rénwù shù jīnzhāoP), regia di Zhao Ming, Jiang Junchao e Yu Zhongying (1960)
- Nu lifa shi (女理发师S, Nǚ lǐfǎ shīP), regia di Ding Ran (1962)
- Taohua shan (桃花扇S, Táohuā shànP), regia di Sun Jing (1963)
- Wei jun chou (為君愁S, Wèi jūn chóuP), regia di Yang Dao (1974)
- Shiqu jiyi de ren (失去记忆的人S, Shīqù jìyì de rénP), regia di Huang Zuolin e Yan Bili (1978)
- Erzi, sunzi he zhongzi (儿子，孙子和种子S, Érzi, sūnzi hé zhǒngzǐP), regia di Liang Tingduo (1978)
- Yuse hudie (玉色蝴蝶S, Yùsè húdiéP), regia di Zhang Fengxiang e Yang Gaisen (1980)